# جورج ساتكليف
جورج ساتكليف (بالإنجليزية: George Sutcliffe)‏ هو موظف مدني أسترالي، ولد في 2 فبراير 1895، وتوفي في 10 ديسمبر 1964 بسبب مرض.